# Punabekassine

Verbreitungsgebiet des Punabekassine

Die Punabekassine (Gallinago andina) ist eine Vogelart aus der Familie der Schnepfenvögel (Scolopacidae).
Die Art wurde mitunter zusammen mit der Wilsonbekassine (G. delicata) und der Pantanalbekassine (G. paraguaiae) als konspezifisch mit der Bekassine (G. gallinago) angesehen, im Jahre 2002 jedoch aufgetrennt.
Der Vogel kommt in den Anden von Peru, Bolivien, Chile und Argentinien vor.
Der Lebensraum umfasst sumpfige Flüsse in der Puna-Zone, zwischen 3000 und 4600 m in Peru, zwischen 2000 und 5000 m in Chile und zwischen 2000 und 4000 m in NW-Argentinien, auch Binsen-, Schilf- und Graslandflächen, auch Ufer von Seen oder Flüssen.
Der Artzusatz bezieht sich auf die Anden.

## Merkmale
Die Art ist 22–25 cm groß und wiegt 65–105 g, eine relativ kleine Bekassine der Hochlagen mit ziemlich kurzem, dünnen Schnabel, dunklem Gesicht mit auffallendem dunklen Augenstreif unter dem Auge. Die äußeren Steuerfedern und die äußeren Handschwingen sind weiß, die Handschwingen überragen die Schirmfedern im Ruhezustand nicht. Die Iris ist dunkelbraun, der Schnabel hornfarben zur Spitze hin dunkler. Die Beine sind hell-gelb. Die Geschlechter unterscheiden sich nicht.
Die Art unterscheidet sich von der Pantanalbekassine (G. paraguaiae) durch geringere Größe, den zierlicheren Schnabel und die gelben Beine, die im Fluge den Schwanz nicht überragen, sowie durch das Gesichtsmuster.
Gegenüber der örtlich im gleichen Verbreitungsgebiet vorkommenden Andenbekassine (G. jamesoni) ist die Art kleiner, blasser, am Bauch weißlich und unmarkiert, außerdem hat sie im Fluge sichtbare weiße Flügelränder und deutliche helle Streifen auf dem Rücken.

## Geografische Variation
Es werden folgende Unterarten anerkannt:
- G. a. andina Taczanowski, 1875, Nominatform – Peru, äußersten Süden Ecuadors, Nordchile, Bolivien und Nordwestargentinien
- G. a. innotata (Hellmayr, 1932)[9] - Nordchile (Antofagasta), rein weiße Unterflügeldecken ohne Bänderung, die äußeren Handschwingen haben schmale weiße Ränder und Spitzen

## Stimme
Die Art ruft im Fluge „che’che’che“. Typisch für alle Bekassinen ist der Flug mit Showeinlage durch Ratteln mit den gespreizten Schwanzfedern „tch’ch’ch’ch“. Dabei werden große Kreise geflogen unterbrochen durch kurze Sturzflüge.
Der Gesang wird als Folge melodischer Laute „cut cut cut cut“, „tip-tip-tip-tip…“ oder „dyak dyak dyak … dyuc dyuc dyuc…“ beschrieben. Der Alarmruf ist ein scharfes, trockenes „chep chep chep!“, „che’che’che“ oder „dzeetch“.

## Lebensweise
Die Art ist vermutlich ein Standvogel. Während des Südwinters kommt die Art in niedrigere Höhenlagen.
Die Nahrung dürfte ähnlich sein wie bei anderen Bekassinen Südamerikas.
Die Brutzeit liegt hauptsächlich zwischen Oktober und Dezember in Peru, in Chile im September. Küken sind im Gegensatz zu denen der Magellanbekassine (G. magellanica) weniger kontrastreich gezeichnet ohne auffallende weiße Flecken.

## Gefährdungssituation
Der Bestand gilt als „nicht gefährdet“ (Least Concern).